# Harrison Brown
Pour les articles homonymes, voir Brown.
Harrison Scott Brown, né le 26 septembre 1917 à Sheridan (Wyoming) et mort le 8 décembre 1986 à Albuquerque (Nouveau-Mexique), est un chimiste nucléaire, géochimiste et physicien américain.
Il est également activiste politique, a écrit et donné des conférences sur les questions de la limitation des armes, des ressources naturelles et de la faim dans le monde.